# لودفيغ هاكانسون
لودفيغ هاكانسون (بالسويدية: Ludvig Håkanson) مواليد 22 مارس 1996 في ستوكهولم، هو لاعب كرة سلة سويدي. بدأ مسيرته الاحترافية في سنة 2012. يلعب مع بالونكيستو فوينلابرادا كلاعب هجوم خلفي. يحمل الرقم 6. لعب مع نادي برشلونة لكرة السلة في الدوري الإسباني لكرة السلة.

## روابط خارجية
- لودفيغ هاكانسون على موقع الاتحاد الدولي لكرة السلة (الإنجليزية)
- لودفيغ هاكانسون على موقع الدوري الأوروبي لكرة السلة (الإنجليزية)
- لودفيغ هاكانسون على موقع الدوري الإسباني لكرة السلة (الإسبانية)
- لودفيغ هاكانسون على موقع كرة السلة الأوروبية.كوم (الإنجليزية)
- لودفيغ هاكانسون على موقع DraftExpress.com (الإنجليزية)
- لودفيغ هاكانسون على موقع ريلجم (الإنجليزية)
- لودفيغ هاكانسون على موقع بروبوليرز (الإنجليزية)
- لودفيغ هاكانسون على موقع سبورتس رفرنس (الإنجليزية)